# 베스-추미노-위튼 모형
이론물리학과 수학에서 베스-추미노-위튼 모형(영어: Wess-Zumino-Witten (WZW) model), 혹은 베스-추미노-노비코프-위튼 모형(영어: Wess-Zumino-Novikov-Witten model)은 간단한 2차원 등각 장론의 하나이다. 이는 비선형 시그마 모형의 일종이며, 그 과녁 공간(target space)은 (반)단순 리 군이다.

## 정의

### 리 군 위의 제르브
다음이 주어졌다고 하자.
- 콤팩트 단일 연결 단순 리 군 {\displaystyle G}. 그 리 대수가 {\displaystyle {\mathfrak {g}}}라고 하자.

그렇다면, 리 대수 코호몰로지에 의하여,
{\displaystyle \operatorname {H} ^{3}(G;\mathbb {Z} )\cong \mathbb {Z} }
임을 보일 수 있다. 그 생성원을 {\displaystyle [\mu ]}라고 하자. 기하학적으로, 이는 {\displaystyle G} 위의 표준적인 제르브를 이룬다.
구체적으로, {\displaystyle {\mathfrak {g}}}의 킬링 형식
{\displaystyle B\colon \operatorname {Sym} ^{2}{\mathfrak {g}}\to \mathbb {R} }
및 3차 형식
{\displaystyle {\tilde {\mu }}|_{1}\in \bigwedge ^{3}{\mathfrak {g}}^{*}}
{\displaystyle {\tilde {\mu }}|_{1}\colon x\wedge y\wedge z\mapsto B(x,[y,z])}
을 정의하고, 이를 이를 왼쪽 평형 이동을 통해 {\displaystyle G} 전체에 다음과 같이 정의할 수 있다.
{\displaystyle {\tilde {\mu }}=B(\theta \wedge [\theta \wedge \theta ])\in \Omega ^{3}(G)}
여기서 {\displaystyle \theta \in \Omega ^{1}(G;{\mathfrak {g}})}는 {\displaystyle G}의 마우러-카르탕 형식이다. 그렇다면, 3차 코호몰로지가 1차원이므로, 그 드람 코호몰로지는 항상 {\displaystyle [\mu ]}에 비례한다.
{\displaystyle [\mu ]=\alpha [{\tilde {\mu }}]}
그렇다면, {\displaystyle [\mu ]}의 표준적인 대표원인 3차 미분 형식을
{\displaystyle \mu =\alpha {\tilde {\mu }}}
로 정의할 수 있다.

### 베스-추미노-위튼 작용
임의의 (경계가 없는) 콤팩트 리만 곡면(세계면) {\displaystyle \Sigma } 및 매끄러운 함수(스칼라장)
{\displaystyle \phi \colon \Sigma \to G}
가 주어졌다고 하자. 이에 대하여, 다음과 같은 추가 데이터를 생각하자.
- {\displaystyle \partial M_{3}=\Sigma }가 되는 3차원 유향 경계다양체 {\displaystyle M_{3}}
- {\displaystyle f\upharpoonright \sigma =\phi }가 되는 연속 함수 {\displaystyle f\colon M_{3}\to G}
- {\displaystyle \mathrm {d} \omega =f^{*}\mu }가 되는 2차 미분 형식 {\displaystyle \omega \in \Omega ^{2}(M_{3})}

물론, 위와 같은 데이터는 유일하지 않다. 그러나 두 개의 데이터 {\displaystyle (M_{3},f,\omega )}, {\displaystyle (M_{3}',f',\omega ')}가 주어졌을 때, 방향을 따라 이를 다음과 같이 이어붙일 수 있다.
{\displaystyle {\tilde {M}}_{3}=M_{3}\cup _{\Sigma }M_{3}'}
{\displaystyle {\tilde {f}}\colon {\tilde {M}}_{3}\to G}
이에 따라, {\displaystyle {\tilde {M}}_{3}}은 경계가 없는 콤팩트 3차원 유향 다양체를 이룬다. 정의에 따라서, {\displaystyle \mu }가 정수 계수 코호몰로지에 속하므로,
{\displaystyle \int _{{\tilde {M}}_{3}}{\tilde {f}}^{*}\mu =[{\tilde {M}}_{3}]\frown [\mu ]\in \mathbb {Z} }
이다. ({\displaystyle \frown }은 호몰로지류와 코호몰로지류 사이의 교곱이다.) 이에 따라, 스토크스 정리를 사용하여,
{\displaystyle \int _{\Sigma }(\alpha -\alpha ')=\int _{M_{3}}\phi ^{*}\mu -\int _{M_{3}'}\phi '^{*}\mu \in \mathbb {Z} }
임을 알 수 있다.
따라서,
{\displaystyle \exp(\mathrm {i} S_{2})=\exp \left(2\pi \mathrm {i} \int _{\Sigma }\alpha \right)}
는 {\displaystyle (M_{3},\phi ,\alpha )}의 선택에 상관이 없음을 알 수 있다.
이제, {\displaystyle \Sigma }에 임의의 리만 계량 {\displaystyle g}를 부여하자. {\displaystyle G}의 베스-추미노-위튼 작용은
{\displaystyle \exp(\mathrm {i} S)=\exp(\mathrm {i} S_{1}+k\mathrm {i} S_{2})\qquad (k\in \mathbb {Z} )}
{\displaystyle S_{1}\propto \int _{\Sigma }-B(g^{-1}(\theta ,\theta ))}
이다. ({\displaystyle S_{1}}의 양의 실수 스칼라배는 {\displaystyle g}의 재정의로 흡수될 수 있다.) {\displaystyle k}는 준위(영어: level)라고 불리는 정수이다.
이를 작용으로 하는 고전 장론을 고전적 베스-추미노-위튼 모형이라고 한다.
이 작용은 지표로 다음과 같이 표기된다. 우선, 다음과 같은 지표를 정의하자.
- 리 대수 {\displaystyle {\mathfrak {g}}}의 지표 {\displaystyle a,b,c,\dots }
- {\displaystyle \Sigma }의 지표 {\displaystyle i,j,k,\dots }
- {\displaystyle M_{3}}의 지표 {\displaystyle I,J,K,\dots }

그렇다면, 베스-추미노-위튼 작용은 다음과 같다.
{\displaystyle S=S_{1}+S_{2}}
{\displaystyle S_{1}=-{\frac {k}{8\pi }}\int _{S^{2}}d^{2}x\,(Dg)^{2}}
{\displaystyle S_{2}=-{\frac {k}{24\pi }}\int _{B^{3}}d^{3}y\,\epsilon ^{ijk}f_{abc}D_{I}g^{a}D_{J}g^{b}D_{K}g^{c}}
여기서 {\displaystyle \epsilon ^{IJK}}는 레비-치비타 기호, {\displaystyle f_{abc}}는 리 대수의 구조 상수다.
물론, {\displaystyle S_{2}}로 인하여 오직 {\displaystyle \exp(\mathrm {i} S)\in \mathbb {C} }만이 잘 정의될 수 있다.
보다 일반적으로, 만약 세계면 {\displaystyle \Sigma }에 {\displaystyle n}개의 구멍이 존재한다고 하자. 구멍의 경계를 {\displaystyle C_{1},\dotsc ,C_{n}}이라고 할 때, 일반적으로 {\displaystyle \exp(\mathrm {i} S)}는 다음과 같은 1차원 복소수 힐베르트 공간의 원소이다.:§3.4
{\displaystyle \exp(\mathrm {i} S)\in \bigotimes _{i=1}^{n}{\mathcal {L}}_{g\upharpoonright C_{i}}}
여기서
- {\displaystyle {\mathcal {L}}}은 고리군 {\displaystyle {\mathcal {L}}G={\mathcal {C}}^{\infty }(\mathbb {S} ^{1},G)} 위의 특별한 복소수 선다발이며, 기하학적으로 이는 아핀 리 대수 {\displaystyle {\hat {\mathfrak {g}}}}의 실수 형식에 대응하는 리 군이다. (이는 고리군의 U(1)에 의한 중심 확대이다.)
- {\displaystyle g\upharpoonright C_{i}\colon \mathbb {S} ^{1}\cong C_{i}\to G}는 {\displaystyle g}의 경곗값이다. 이는 물론 고리군의 원소를 이룬다.
- {\displaystyle {\mathcal {L}}_{x}}는 선다발 {\displaystyle {\mathcal {L}}}의, {\displaystyle x\in {\mathcal {L}}G}에서의 올이다.
- {\displaystyle {\mathcal {L}}} 위에는 표준적인 에르미트 내적이 주어져 있어, 위 표현은 복소수 힐베르트 공간을 이룬다.

만약 {\displaystyle G}가 반단순 리 군일 경우에는 각 단순 성분에 다른 준위가 존재할 수 있다.

### 양자화
베스-추미노-위튼 모형의 보존류({\displaystyle h=1}인 일차장)들의 대수는 아핀 리 대수를 이룬다. 이에 따라, 베스-추미노-위튼 모형은 아핀 리 대수로 정의되는 2차원 등각 장론을 이룬다.
그 힐베르트 공간은 다음과 같다.
{\displaystyle {\mathcal {H}}_{k}=\bigoplus _{R\in \operatorname {IrRep} (G,k)}{\overline {V_{R_{k}}\otimes _{\mathbb {C} }V_{{\bar {R}}_{k}}}}}
여기서
- {\displaystyle \operatorname {IrRep} (G)}는 {\displaystyle G}의 복소수 유한 차원 유니터리 기약 표현들의 동형류의 집합이다. 이는 일반적으로 가산 무한 집합이다.
- {\displaystyle \operatorname {IrRep} (G,k)\subsetneq \operatorname {IrRep} (G)}는 {\displaystyle G}의 표현 가운데, 이에 대응하는 무게 {\displaystyle \lambda _{R}\in {\mathfrak {h}}}가 {\displaystyle \langle \phi _{\mathfrak {g}},\lambda _{R}\rangle \leq k}를 만족시키는 것이다.[1]:(49) 여기서 {\displaystyle \phi _{\mathfrak {g}}}는 {\displaystyle {\mathfrak {g}}}의 근계의 부분 순서에 대한 (유일한) 최대 원소이다. (즉, 근계 {\displaystyle \Delta }의 양근의 집합 {\displaystyle \Delta ^{+}}에 대하여, {\displaystyle \forall \alpha \in \Delta ^{+}\colon \alpha +\phi \}}이다.)
- {\displaystyle R\in \operatorname {IrRep} (G)} 및 {\displaystyle k\in \mathbb {N} }에 대하여, {\displaystyle R_{k}}는 아핀 리 대수 {\displaystyle {\hat {\mathfrak {g}}}}의 유니터리 표현이며, 이 경우 중심 원소 {\displaystyle {\mathsf {k}}\in {\hat {\mathfrak {g}}}}의 값이 {\displaystyle k}가 된다.
- {\displaystyle {\overline {\color {White}V}}}는 복소수 내적 공간의, 힐베르트 공간으로의 완비화이다.

이는 물론 아핀 리 대수의 표현을 가지며, 스가와라 구성을 통해 이는 비라소로 대수의 표현을 갖는다. 이 경우
{\displaystyle c={\frac {k\dim G}{k+h^{\vee }(G)}}}
이다. 여기서 {\displaystyle h^{\vee }(G)}는 이중 콕서터 수이다.
이는 고리군 {\displaystyle {\mathcal {L}}G}의, 아핀 리 대수에 해당하는 복소수 선다발의 단면의 집합으로 해석할 수 있다.
예를 들어, 만약 {\displaystyle G=\operatorname {SU} (2)}일 때, 기약 표현은 스핀에 의하여 분류되므로
{\displaystyle \operatorname {IrRep} (\operatorname {SU} (2))=\{0,1/2,1,3/2,2,\dotsc \}}
{\displaystyle \operatorname {IrRep} (\operatorname {SU} (2),k)=\{0,1/2,1,\dotsc ,k/2\}}
이다.

## 성질

### 장방정식
베스-추미노-위튼 이론의 오일러-라그랑주 방정식은
{\displaystyle \partial (g^{-1}{\bar {\partial }}g)=0}
이다.:(3.18) (편의상, {\displaystyle \Sigma } 위의 복소구조에 대한 미분을 사용하였다.)

### 천-사이먼스 이론과의 관계
천-사이먼스 이론은 3차원 위상 양자장론이다. 만약 천-사이먼스 이론을 경계가 있는 3차원 다양체 위에 정의하면, 그 경계에는 2차원 등각 장론인 베스-추미노-위튼 모형이 존재한다.:§5 천-사이먼스 이론의 상태와 베스-추미노-위튼 모형의 상태들을 대응시킬 수 있다. 이는 AdS/CFT 대응성의 단순한 경우(AdS3/CFT2)로 생각할 수 있다. 천-사이먼스/베스-추미노-위튼 대응성은 에드워드 위튼이 1989년에 발견하였다.

### D막
위와 같은 보통 베스-추미노-위튼 모형은 닫힌 끈을 나타낸다. 이 대신, 열린 끈에 대한 모형을 정의할 수도 있다. 이 경우, 정칙 진동 모드와 반정칙 진동 모드 사이에 관계를 주어야 한다.
구체적으로, 대칭류
{\displaystyle J=-\partial gg^{-1}}
{\displaystyle {\bar {J}}=g^{-1}{\bar {\partial }}g}
를 생각하자. 이 경우, 조건
{\displaystyle J=-{\bar {J}}}
은 풀어 쓰면
{\displaystyle 0=(\partial g)g^{-1}-g^{-1}{\bar {\partial }}g=\operatorname {Ad} (g)g^{-1}\partial g-g^{-1}{\bar {\partial }}g}
이다. 이는
{\displaystyle (\operatorname {Ad} (g)+1)g^{-1}(\partial -{\bar {\partial }})g+(\operatorname {Ad} (g)-1)g^{-1}(\partial +{\bar {\partial }})g=0}
로 적을 수 있다. 이 경우, 킬링 형식을 사용하여, {\displaystyle G}의 {\displaystyle g}에서의 접공간 {\displaystyle \mathrm {T} _{g}G}를 딸림표현의 궤도에 평행한 부분 공간 {\displaystyle \mathrm {T} _{g}^{\parallel }G}과 수직한 부분 공간 {\displaystyle \mathrm {T} _{g}^{\perp }G}으로 구분할 수 있다. 그렇다면, {\displaystyle \mathrm {T} _{g}^{\perp }G}에 제한하였을 때 {\displaystyle \operatorname {Ad} (g)=1}이므로,
{\displaystyle \left(g^{-1}(\partial -{\bar {\partial }})g\right)^{\perp }=0}
이 된다. 즉, 이는 접벡터 {\displaystyle g^{-1}(\partial -{\bar {\partial }})g}의, 딸림표현 궤도에 대하여 수직인 성분이 0이며, 따라서 이는 딸림표현 궤도(리 군의 켤레류)의 모양을 한 D막에 해당한다.
이 경우, 양자 이론의 확률 진폭이 잘 정의되기 위해서는 켤레류에 대응되는 무게 {\displaystyle \lambda }가 정수 무게이어야 한다.:§7.1 즉, {\displaystyle G}의 극대 원환면 {\displaystyle T\leq G}을 고르고, 그 리 대수(보렐 부분 대수)가 {\displaystyle {\mathfrak {h}}}라고 하자. 그렇다면, 무게 {\displaystyle \lambda \in {\mathfrak {\mathfrak {h}}}^{\vee }}에 대하여, 켤레류
{\displaystyle \{g\exp(2\pi \lambda /k)g^{-1}\colon g\in G\}}
를 대응시킬 수 있다. D막이 이 켤레류에 존재할 수 있을 필요 충분 조건은 {\displaystyle \lambda }가 정수 무게인 것, 즉 {\displaystyle G}의 모든 근 {\displaystyle \alpha }에 대하여 {\displaystyle \langle \alpha ,\lambda \rangle \in \mathbb {Z} }인 것이다.

## 역사
율리우스 베스와 브루노 추미노, 세르게이 노비코프, 에드워드 위튼이 발견하였다. 비슷한 이름을 가진 베스-추미노 모형(4차원 초대칭 양자장론)과는 (발견자가 같은 것을 제외하며) 관계없는 이론이다.